# Vranac
Le vranac (Вранац en serbe cyrillique - se prononce "vranats") ou vranec (Вранец en macédonien - se prononce "vranéts") est une vieille variété de raisin noir originaire du centre-ouest des Balkans. De nos jours, le vranac constitue le cépage le plus planté au Monténégro et il est aussi largement planté en Macédoine du Nord et dans le sud de la Serbie. Selon un rapport italien de 1996, le zinfandel et le primitivo (de Gioia), qui ont été identifiés, par analyse ADN faite par l'Université Davis, en Californie, comme un seul et même cépage, sont apparentés au vranac.

## Description ampélographique
Le plant est modérément vigoureux et souvent très productif, il donne des baies d'un bleu très foncé et de taille moyenne. 

## Viticulture
Le Vranac aime les climats chauds et secs. Ses grappes sont récoltées manuellement et, en fonction de sa zone de production, sa vendange peut commencer à partir de la mi-septembre et se poursuivent jusqu'au premier tiers d'octobre. 

## Vinification
Ce cépage produit un vin au potentiel alcoolique normal bien qu'il prospère sous des climats assez chauds et secs. Il produit un vin rouge-pourpre, sec, équilibré. Les tannins sont fermement présents sans être excessifs et l'acidité est moyenne-supérieure. Après un élevage de 2-3 ans, le vin devient de couleur rubis-noir et développe des arômes complexes de chocolat, de liqueurs, de fleurs, de petits fruits noirs et, certaines années, de bois. En bouche, le vin est présent mais de manière subtile, il perd de son attaque pour laisser place à une finale douce et longue. Les vins issus du Vranac se prêtent particulièrement au vieillissement, que cela soit en fûts de chêne ou en bouteilles.
Compte tenu de son équilibre, le Vranac peut être associé au cabernet sauvignon et au merlot. Il est conseillé de le servir à température ambiante et en accompagnement de charcuteries fumées ou au goût prononcé, avec des viandes grillées et avec des fromages au goût prononcé.

## Région de production
Cépage spécifique des Balkans, il est notamment cultivé en Macédoine, Serbie, Monténégro et Kosovo.

## Synonymes
Très localisée dans les Balkans, il est dénommé vranac en Serbie (Вранац) ou vranec en Macédoine (Вранец). Son nom désigne un étalon noir, c'est pour cette raison que les vins et le nom de cépage sont associés à la force et la puissance. Vran désigne aussi la couleur noir corbeau. Ce vin est également connu sous le nom de vin noir dans de nombreuses langues slaves du Sud.   